# The Massacre
A The Massacre 50 Cent második albuma. 2005. március 3-án jelent meg és az első héten több mint 1 millió darabot adtak el belőle (összesen több mint 9 milliót). Az album elkészítésében olyan neves rapperek vettek részt, mint Dr. Dre, vagy Eminem.

## Számok
| #  | Név                                 | Producer(ek)               | Társelőadók                                   | Hossz |
| -- | ----------------------------------- | -------------------------- | --------------------------------------------- | ----- |
| 1  | "Intro"                             | Eminem                     |                                               | 0:41  |
| 2  | "In My Hood"                        | C. Styles & Bang Out       |                                               | 3:51  |
| 3  | "This Is 50"                        | Black Jeruz & Sha Money XL |                                               | 3:04  |
| 4  | "I'm Supposed To Die Tonight"       | Eminem & Luis Resto        |                                               | 3:51  |
| 5  | "Piggy Bank"                        | Needlz                     |                                               | 4:15  |
| 6  | "Gatman And Robbin"                 | Eminem                     | Eminem                                        | 3:46  |
| 7  | "Candy Shop"                        | Scott Storch               | Olivia                                        | 3:28  |
| 8  | "Outta Control"                     | Dr. Dre & Mike Elizondo    |                                               | 3:21  |
| 9  | "Get In My Car"                     | Hi-Tek                     |                                               | 4:05  |
| 10 | "Ski Mask Way"                      | Disco D                    |                                               | 3:05  |
| 11 | "A Baltimore Love Thing"            | Cue Beats                  |                                               | 4:17  |
| 12 | "Ryder Music"                       | Hi-Tek                     |                                               | 3:51  |
| 13 | "Disco Inferno"                     | C. Styles & Bang Out       |                                               | 3:34  |
| 14 | "Just A Lil' Bit"                   | Scott Storch               |                                               | 3:57  |
| 15 | "Gunz Come Out"                     | Dr. Dre & Mike Elizondo    |                                               | 4:42  |
| 16 | "My Toy Soldier"                    | Eminem                     | Tony Yayo                                     | 3:44  |
| 17 | "Position Of Power"                 | Jonathan "J.R." Rotem      |                                               | 3:12  |
| 18 | "Build You Up"                      | Scott Storch               | Jamie Foxx                                    | 2:55  |
| 19 | "God Gave Me Style"                 | Needlz                     |                                               | 3:01  |
| 20 | "So Amazing"                        | Jonathan "J.R." Rotem      | Olivia                                        | 3:16  |
| 21 | "I Don't Need 'Em"                  | Buckwild                   |                                               | 3:20  |
| 22 | "Hate It or Love It (G-Unit Remix)" | Cool & Dre                 | The Game, Lloyd Banks, Tony Yayo & Young Buck | 4:23  |